# Musée des antiquités Gustave-III
Le musée des antiquités Gustave-III (en suédois : Gustav III's Antikmuseum) est un musée situé dans l'aile nord-est du palais royal de Stockholm. Il contient des objets et œuvres de l'Antiquité.
Le musée a été fondé en 1794 pour commémorer l'assassinat du roi Gustave III.
Les objets les plus célèbres sont la statue d'Endymion et l'œuvre de Johan Tobias Sergel, la sculpture Prêtresse .

## Galerie

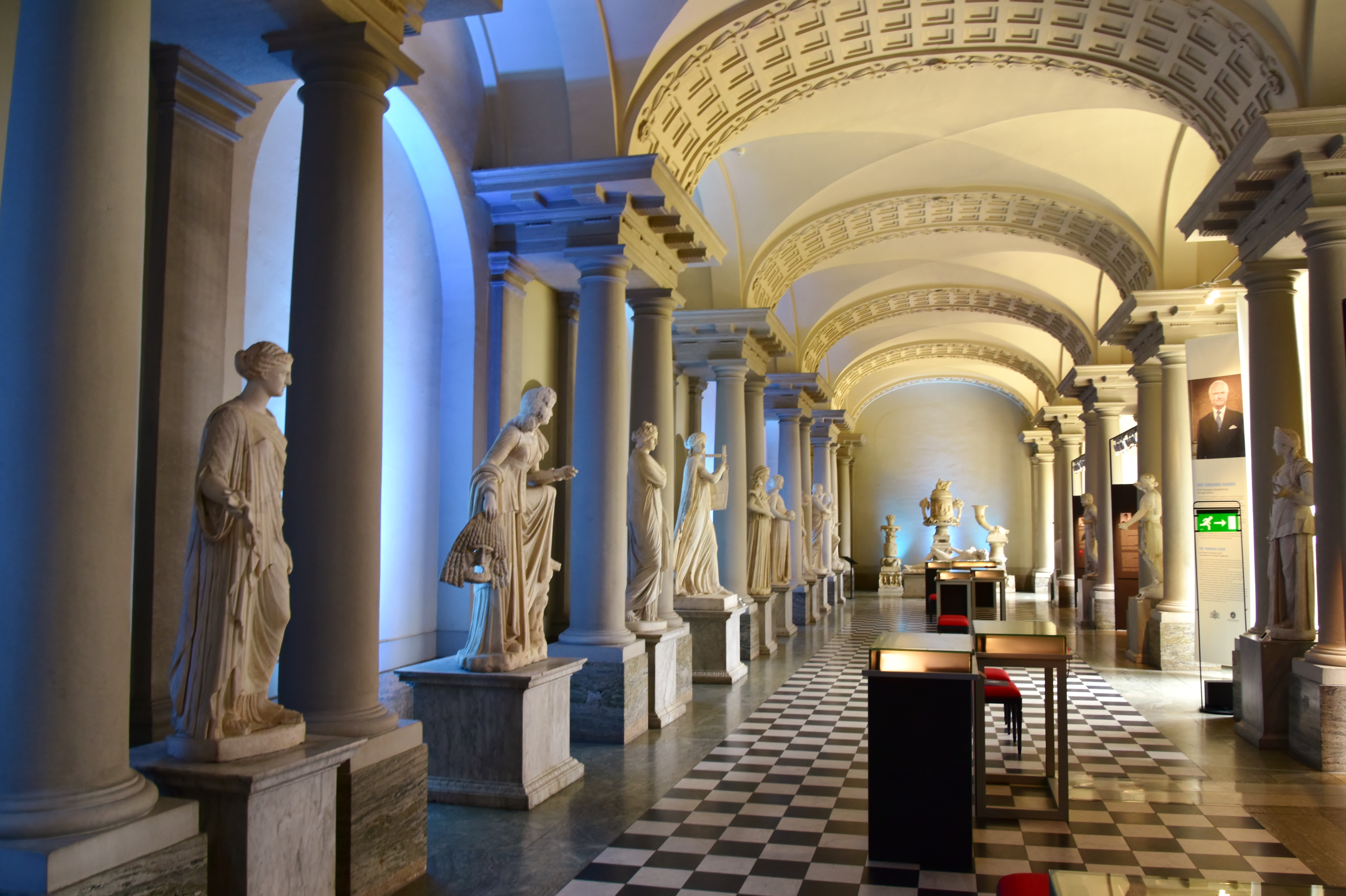
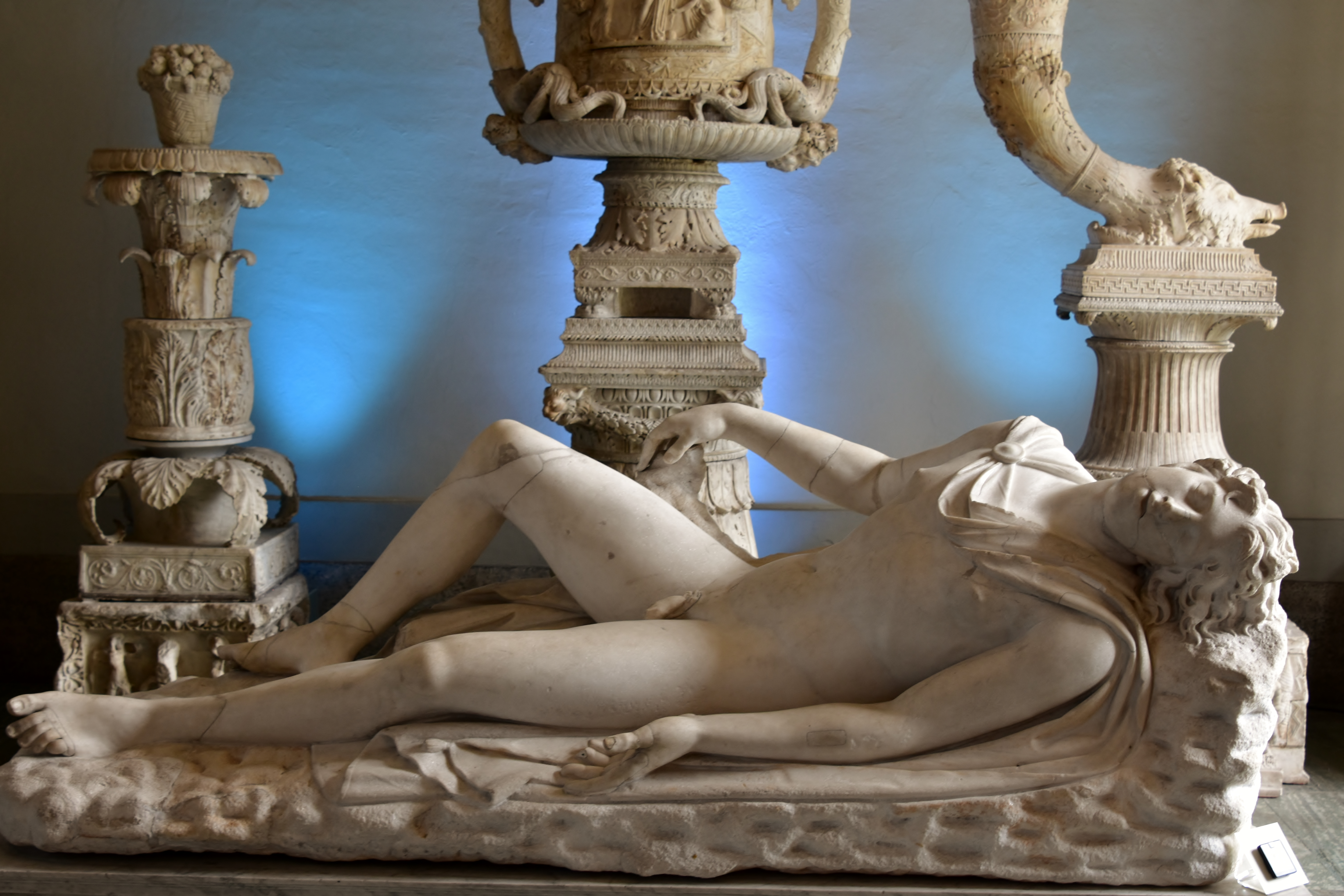
Endymion (vers 140).
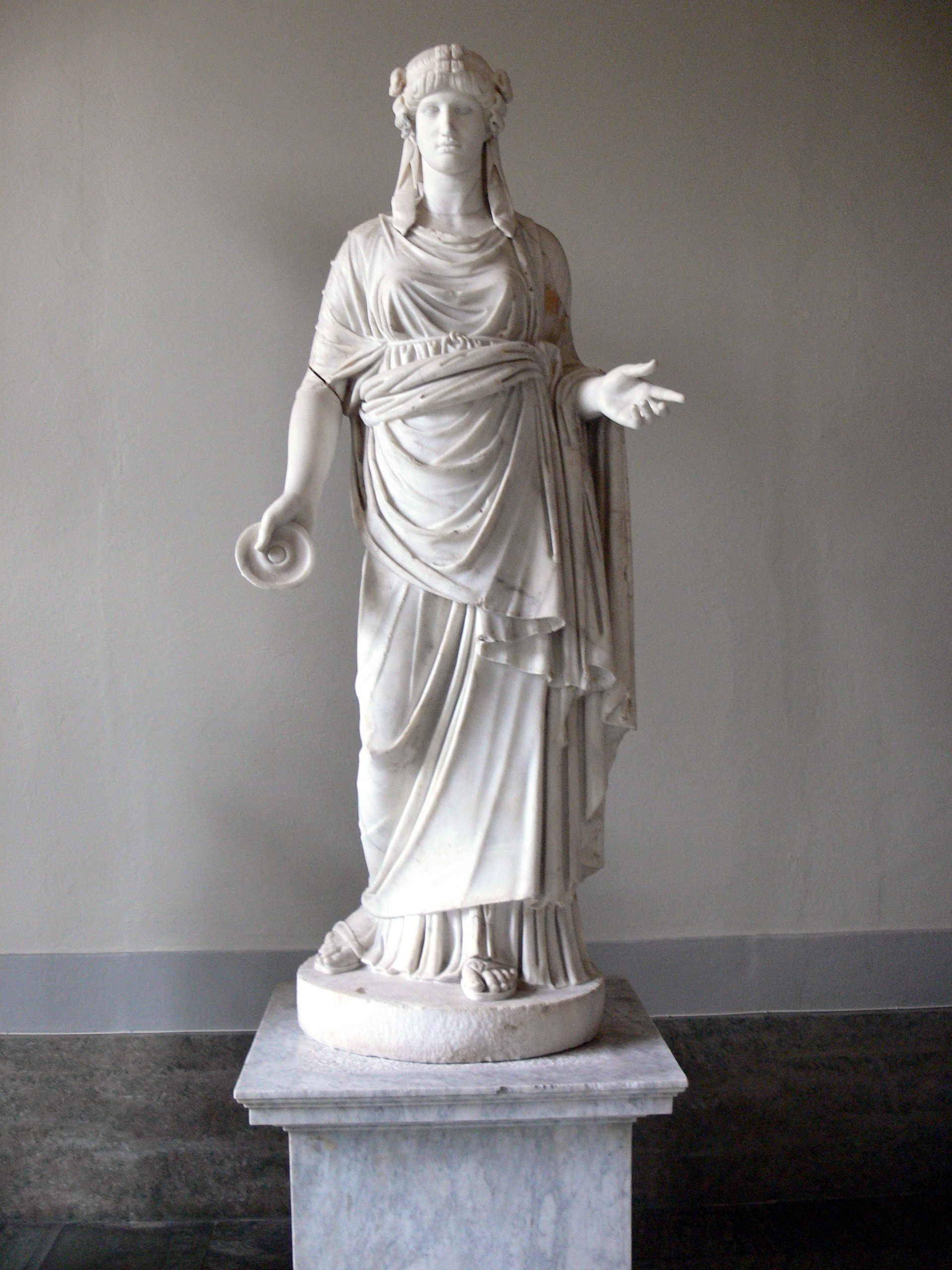